# ماركوس أوندروسكا
ماركوس أوندروسكا (بالإنجليزية: Marcos Ondruska)‏ مواليد 18 ديسمبر 1972 في بلومفونتين، هو لاعب كرة مضرب جنوب أفريقي سابق بدأ مسيرته كمحترف سنة 1989 وكان يلعب باليد اليمنى، اعتزل اللعب في 2005. أعلى تصنيف له في الفردي كان المركز الـ 27 في سنة 1993. سبق أن شارك في دورة الألعاب الأولمبية الصيفية.

## النهائيات

### الفردي (الوصافة 3s)
| الحصيلة | الرقم | التاريخ        | الدورة                     | الأرضية | المنافس       | النتيجة       |
| ------- | ----- | -------------- | -------------------------- | ------- | ------------- | ------------- |
| الوصافة | 1.    | 20 سبتمبر 1992 | كولونيا، ألمانيا           | ترابية  | بيرند كارباخر | 6–7(4–7), 4–6 |
| الوصافة | 2.    | 1 مارس 1993    | سكوتسديل، الولايات المتحدة | صلبة    | أندريه أغاسي  | 2–6, 6–3, 6–3 |
| الوصافة | 3.    | 20 أكتوبر 1996 | أيزنبرغ                    | صلبة    | خافيير سانشيز | 4–6, 5–7      |

## روابط خارجية
- ماركوس أوندروسكا على موقع رابطة محترفي التنس (الإنجليزية)
- ماركوس أوندروسكا على موقع الاتحاد الدولي لكرة المضرب (الإنجليزية)
- ماركوس أوندروسكا على موقع كأس ديفيز (الإنجليزية)
- ماركوس أوندروسكا على موقع خلاصة التنس.كوم (الإنجليزية)
- ماركوس أوندروسكا على موقع أوليمبيديا (الإنجليزية)